# Aeroportul Stokmarknes
Aeroportul Stokmarknes (IATA: SKN, ICAO: ENSK) este un aeroport din Hadsel, Nordland, Norvegia ce deservește zona Stokmarknes. Aeroportul a fost tranzitat în 2022 de 111.177 de pasageri. A fost deschis în 1972 și numit după zona deservită.
Situat la o altitudine de 4 m, aeroportul dispune de 1 pistă. Este operat de Avinor⁠(d).

## Infrastructură

### Piste
Aeroportul dispune de o singură pistă. Pista 08/26 are suprafața de asfalt și dimensiunile 924 m × 30 m. 